# Velesmes-Échevanne
Velesmes-Échevanne ist eine Gemeinde im französischen Département Haute-Saône in der Region Bourgogne-Franche-Comté.

## Geographie
Velesmes-Échevanne liegt auf einer Höhe von 204 m über dem Meeresspiegel, neun Kilometer ostsüdöstlich von Gray und etwa 32 Kilometer nordwestlich der Stadt Besançon (Luftlinie). Das Dorf erstreckt sich im Südwesten des Départements, im Becken der Saône, in der Mulde des Baches Teuillot am Ostrand der Anhöhe des Bois de Belle-Combe.
Die Fläche des 22,11 km² großen Gemeindegebiets umfasst einen Abschnitt der leicht gewellten Landschaft südöstlich der Saône. Der zentrale Teil des Gebietes wird von Süden nach Norden von der Talmulde des Teuillot eingenommen. Dieser entspringt ganz im Süden des Areals im Bois de Grilley und entwässert das Gebiet zur Morte. Flankiert wird die Mulde des Teuillot auf beiden Seiten von einem Plateau, das durchschnittlich auf 220 m liegt. Es ist aus Sedimenten aufgebaut, die aus dem Tertiär und der oberen Jurazeit stammen. Das Plateau wird überwiegend landwirtschaftlich genutzt, doch gibt es auch größere Waldflächen. Im Bois de Grilley wird mit 251 m die höchste Erhebung von Velesmes-Échevanne erreicht. Nach Westen erstreckt sich der Gemeindeboden in das ausgedehnte Waldgebiet des Bois de Belle-Combe (243 m). Die westliche Abgrenzung verläuft teilweise entlang dem Bach Dhuys. Im Norden bildet die Morte die natürliche Grenze. Sie fließt durch eine mehr als ein Kilometer breite Talniederung nach Westen und sorgt für die Entwässerung des gesamten Gebietes zur Saône.
Die Doppelgemeinde besteht aus der Ortschaft Velesmes (204 m) am Teuillot und dem Weiler Échevanne (210 m) in einer Rodungsinsel im Bois de Belle-Combe im Einzugsbereich der Dhuys. Nachbargemeinden von Velesmes-Échevanne sind Saint-Broing im Norden, Saint-Loup-Nantouard und Colombine im Osten, Velloreille-lès-Choye und Onay im Süden sowie Cresancey, Battrans und Ancier im Westen.

## Geschichte
Die Überreste eines merowingischen Gräberfeldes weisen auf eine frühe Besiedlung des Gemeindegebietes hin. Erstmals urkundlich erwähnt wird Velesmes im 12. Jahrhundert. Auch Échevanne ist seit 1153 belegt und gehörte einer lokalen Adelsfamilie. Im Mittelalter gehörten beide Dörfer zur Freigrafschaft Burgund und darin zum Gebiet des Bailliage d’Amont. Velesmes teilte das Schicksal des nahegelegenen Klosters Corneux. Zusammen mit der Franche-Comté gelangten beide Dörfer mit dem Frieden von Nimwegen 1678 definitiv an Frankreich. 1973 fusionierten Velesmes und Échevanne (1968: 26 Einwohner) zur heutigen Doppelgemeinde.

## Sehenswürdigkeiten
Die Kirche von Velesmes wurde 1860 neu erbaut, wobei der Glockenturm des Vorgängerbaus von 1636 mit einbezogen wurde. Dessen Fundament stammt von der ersten Dorfkirche aus dem 13. Jahrhundert. Die Kirche beherbergt eine reiche Innenausstattung, darunter ein Kruzifix aus dem 17. Jahrhundert, Statuetten aus dem 18. Jahrhundert und verschiedene Grabplatten. Eine 1635 gegründete Einsiedelei wurde in einen Bauernhof umgewandelt. Zu den weiteren Sehenswürdigkeiten von Velesmes zählen zwei Lavoirs, deren Dach von zahlreichen Säulen getragen wird. Aus dem 19. Jahrhundert stammt ein Herrschaftssitz in Échevanne, der auf den Grundmauern des ehemaligen Schlosses erbaut wurde.

## Bevölkerung
| Jahr                       | 1962 | 1968 | 1975 | 1982 | 1990 | 1999 |
| Einwohner                  | 402  | 397  | 418  | 401  | 450  | 444  |
| Quellen: Cassini und INSEE |      |      |      |      |      |      |

Mit 448 Einwohnern (2004) gehört Velesmes-Échevanne zu den kleinen Gemeinden des Département Haute-Saône. Nachdem die Einwohnerzahl in der ersten Hälfte des 20. Jahrhunderts abgenommen hatte (1891 wurden zusammen mit Échevanne noch 653 Personen gezählt), wurden seit Beginn der 1970er Jahre nur noch relativ geringe Schwankungen verzeichnet.

## Wirtschaft und Infrastruktur
Velesmes-Échevanne war lange Zeit ein vorwiegend durch die Landwirtschaft (Ackerbau, Obstbau und Viehzucht) und die Forstwirtschaft geprägtes Dorf. Heute gibt es verschiedene Betriebe des lokalen Kleingewerbes, darunter eine Sägerei. In den letzten Jahrzehnten hat sich das Dorf zu einer Wohngemeinde gewandelt. Viele Erwerbstätige sind deshalb Wegpendler, die in Gray und in den anderen größeren Ortschaften der Umgebung ihrer Arbeit nachgehen.
Die Ortschaft ist verkehrstechnisch gut erschlossen. Sie liegt an der Hauptstraße D474, die von Gray nach Vesoul führt. Durch eine lokale Ortsumfahrung ist Velesmes vom Durchgangsverkehr entlastet. Weitere Straßenverbindungen bestehen mit Saint-Broing, Saint-Loup und Onay.